# Нафтогазоносні басейни Скелястих гір
Нафтогазоносні басейни Скелястих гір — група басейнів, розташованих у межах дев'яти штатів США: Монтана, Айдахо, Вайомінг, Канзас, Небраска, Колорадо, Юта, Нью-Мексико, Аризона.

## Історія
Видобуток ведеться з 1862 року. За цей час видобуто 1.3 млрд т нафти, 90 млн т конденсату та 1 трлн. м³ газу.

## Характеристика
Включає 20 басейнів, 1400 нафтових і 700 газових родовищ. Площа 750 тис. км². Запаси — 1.5 млрд т нафти і 1.6 трлн. м³ газу.